# Platja de la Ñora
La platja de la Ñora és una platja situada en la parròquia de Quintueles, en el concejo asturià de Villaviciosa (Espanya). D'uns 200 metres de longitud, es caracteritza per l'existència d'una penya al centre de la platja que queda coberta en pleamar. Coneguda com a Penya el Romero, té una longitud d'uns 50 metres, i compta amb nombroses gorgues que, quan la marea baixa ho permet, són aptes per al bany.
La platja és de sorra blanca, excepte per algunes zones localitzades de pedra. Durant gran part de l'any, travessa la platja el rierol Ñora, que fa de frontera entre els municipis de Villaviciosa i Gijón. Està catalogada com a LIC, i forma part de la Costa oriental d'Astúries.

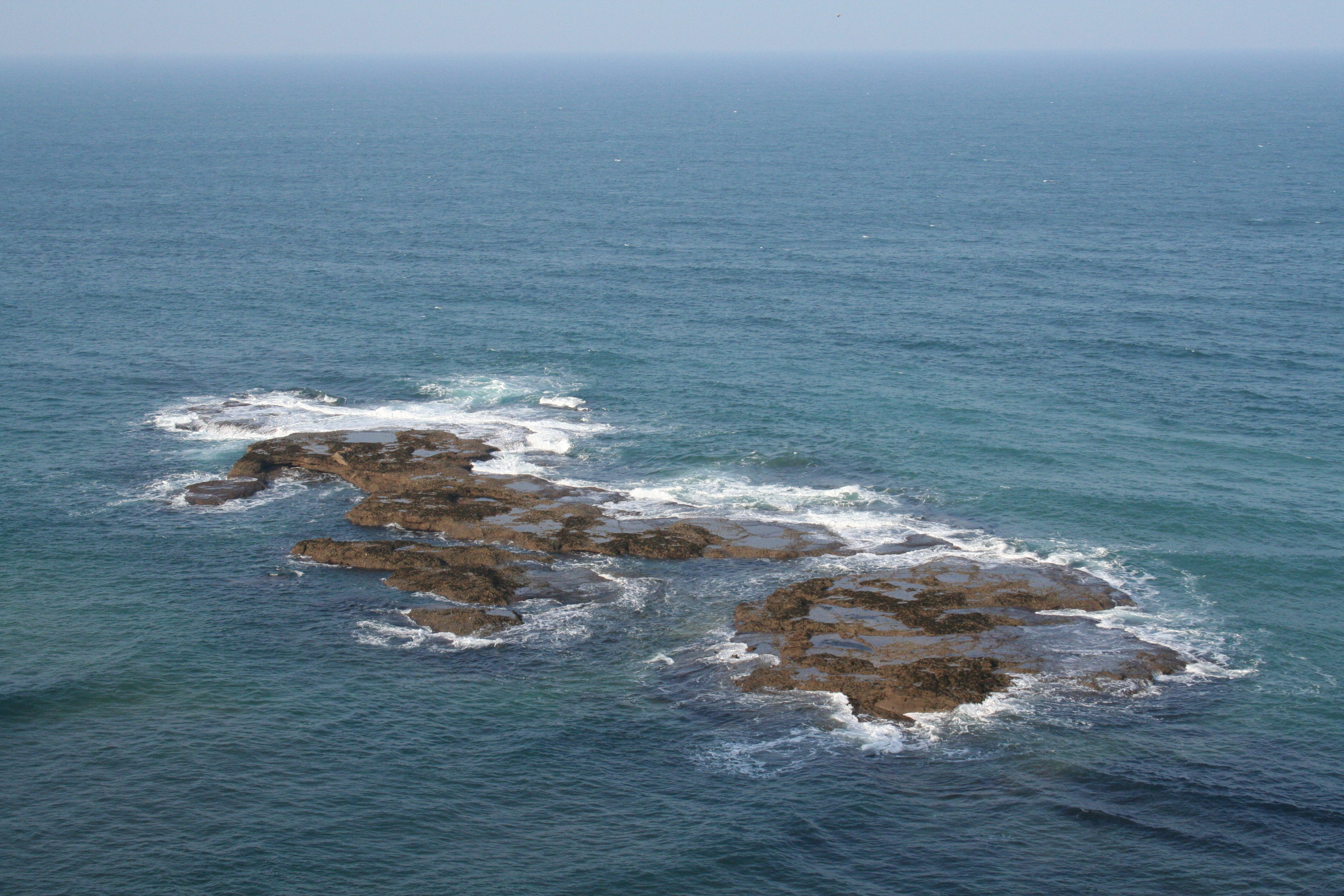
Penya El Romero
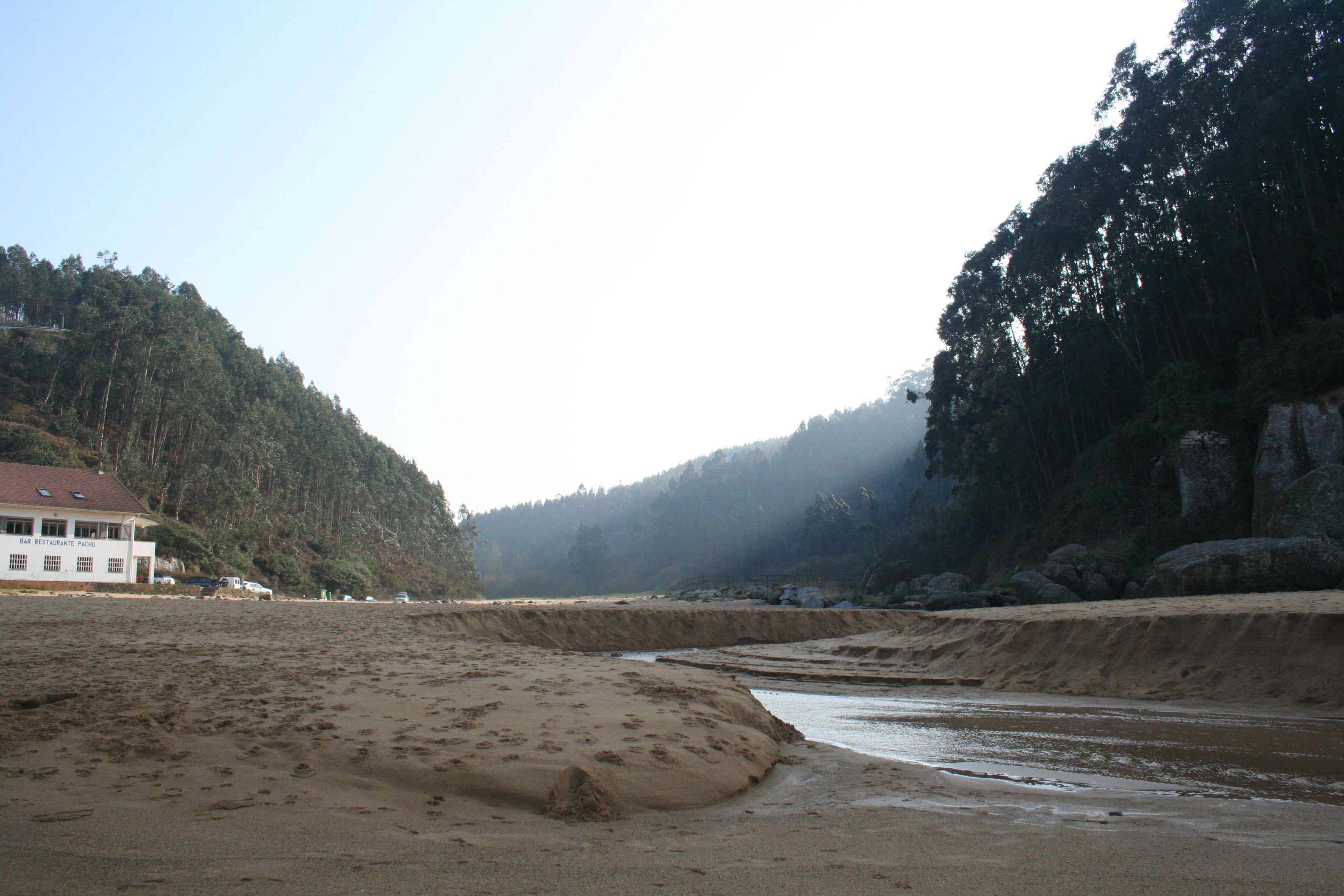
Rierol Ñora
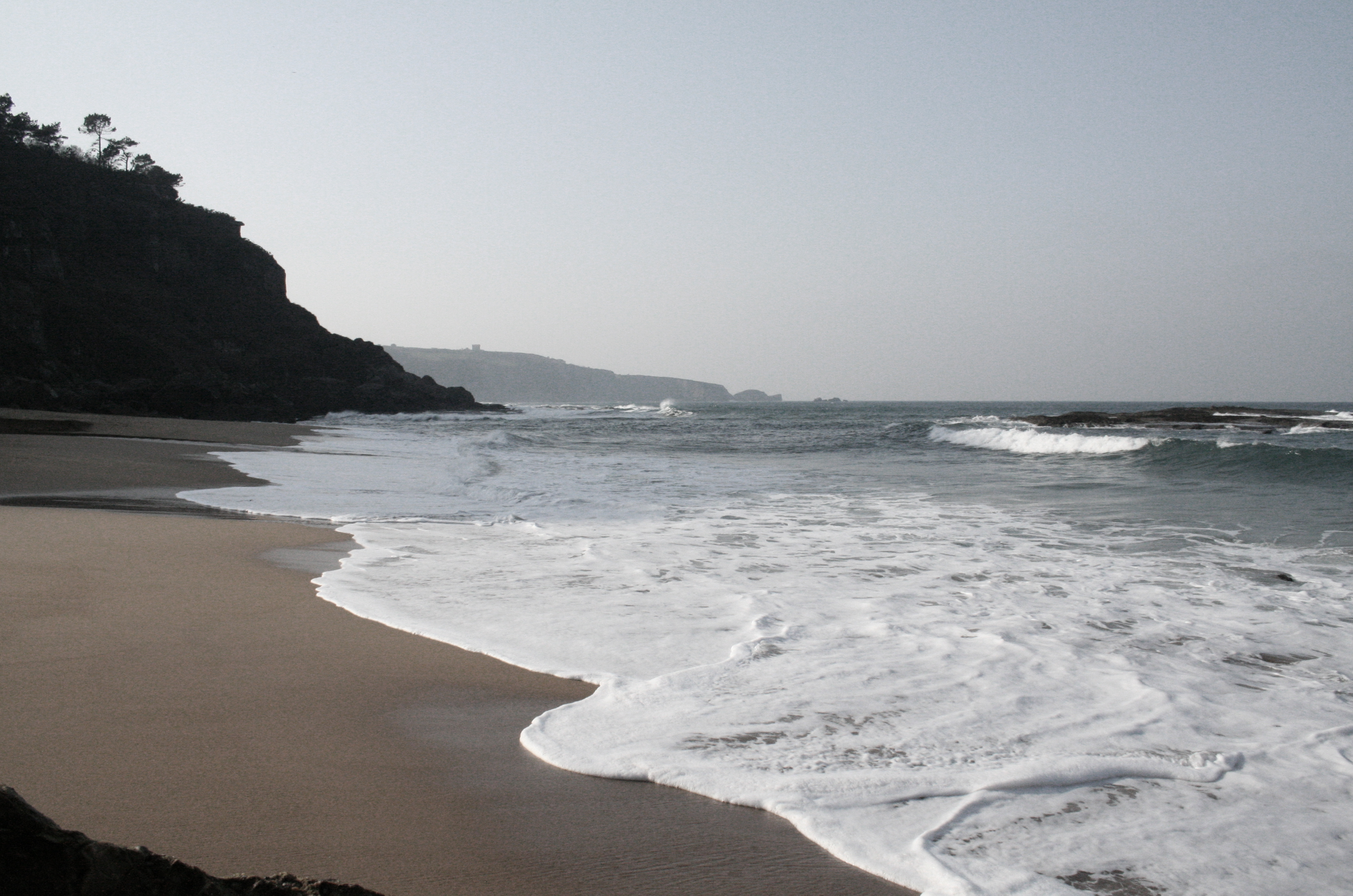
Vista des de la platja en direcció Gijón

La platja és accessible per carretera asfaltada i per sengles per als vianants, i compta amb un restaurant, servei d'aparcament i servei de vigilants.
Els corrents i l'onatge no solen ser molt forts, però poden arribar a ser-ho amb l'existència de mar de fons, per la qual cosa la platja està tancada al bany alguns dies de l'any.
Es pot accedir a ella per Quintueles, per la carretera VV-I, o des de Gijón per la carretera de la Providencia o per l'alt del Infanzón.